# Atmósfera de Tritón
La atmósfera de Tritón, el principal satélite natural de Neptuno, se extiende hasta 800 km sobre la superficie de Tritón. La atmósfera de Tritón está compuesta principalmente por dinitrógeno, como la atmósfera de Titán y la atmósfera terrestre. Originalmente, los científicos pensaron que Tritón tenía una atmósfera más densa hasta que la sonda espacial Voyager 2 observó la atmósfera de cerca en 1989. Las observaciones recientes de la atmósfera han mostrado un aumento de la temperatura.

## Componentes mayores
El principal gas que constituye la atmósfera de Tritón es el dinitrógeno, pero también está presente el metano.

## Estructura
La atmósfera de Tritón se extiende 800 km sobre la superficie, donde la presión es de 14 microbares (o 1/70 000 de la presión atmosférica de la Tierra al nivel del mar). La temperatura de la superficie es de al menos 35,6 K (−237,55 °C), que corresponde a la temperatura de transición de la malla hexagonal a la malla cúbica del nitrógeno sólido. La presión parcial del nitrógeno gaseoso en el suelo permite establecer un límite superior para esta temperatura de unos 40 K (−233.15 °C).
La atmósfera de Tritón se divide en cuatro partes:
- La troposfera, creada por la turbulencia de la superficie y que alcanza unos 8 km de altitud.[8]
- La termosfera
- La ionosfera
- La exosfera, la temperatura allí es de 95 K (-178.15 °C).[9]

## Condiciones climáticas

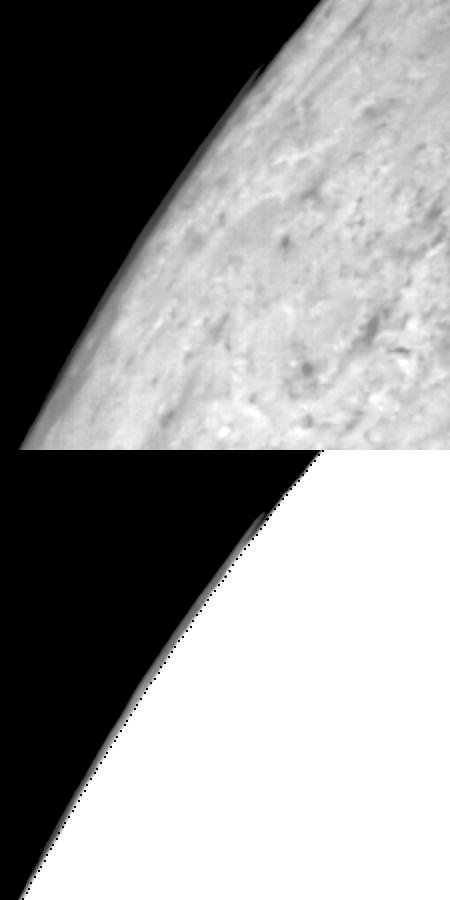
Una nube sobre el horizonte de Tritón, capturada por la Voyager 2.

Los cristales de nitrógeno forman nubes unos pocos kilómetros por encima de la superficie de Tritón. También se detectó neblina, y estaría compuesta por hidrocarburos y nitrilos creados por la acción de la luz solar sobre el metano. La atmósfera de Tritón también tiene nubes de nitrógeno que se encuentran entre 1 y 3 km sobre la superficie. A unos 8 km de altitud los vientos están presentes, estos vientos son del oeste y son creados por las diferencias de temperatura entre los polos y el ecuador y son capaces de mover objetos más grandes que un micrómetro. El centro de la atmósfera probablemente esté distendido por vientos supersónicos, indicados por la curva de luz de Tritón. Los vientos bajos del hemisferio sur soplan hacia el noreste y las fotografías tomadas por la Voyager 2 permitieron notar una forma anticiclónica provocada por el hielo sublimado, la velocidad del viento del ciclón fue de alrededor de 5 m/s.

## Observaciones y exploración

### Antes de la Voyager 2
Antes de que la Voyager 2 sobrevolara Tritón, se pensaba que este satélite tenía una atmósfera de nitrógeno y metano con una densidad del orden de 30 % del de la Tierra, que es similar a lo que se había sobreestimado para la atmósfera de Marte; esto resultó ser falso, pero, al igual que con Marte, se postuló una atmósfera primordial para Tritón.

### Voyager 2
Cinco horas antes de acercarse a Neptuno, la Voyager 2 se acercó a Tritón en 1989. Durante el sobrevuelo, la Voyager 2 realizó mediciones de la atmósfera y encontró metano y nitrógeno.

### Observaciones siguientes
Durante la década de 1990, las observaciones realizadas desde la Tierra del limbo de Tritón se hicieron gracias a la ocultación de estrellas por parte del mismo. Estas observaciones indicaron la presencia de una atmósfera más densa que la indicada por los datos de la Voyager 2. Otras observaciones mostraron un aumento de la temperatura del 5 % entre 1989 y 1998.
Estas observaciones indican que Tritón está entrando en una temporada de verano inusualmente cálida que solo ocurre cerca de una vez cada 100 años. Las teorías relativas a este calentamiento consideran que una modificación del hielo en la superficie de Tritón y que una modificación del albedo podría permitir la absorción de una mayor cantidad de energía térmica. Otra teoría propone que los cambios de temperatura son el resultado de la acumulación en la superficie de materiales de color rojo oscuro provenientes del interior del satélite y proyectados a la atmósfera por los numerosos géiseres que se han observado en su superficie, siendo Tritón, junto a Ío, uno de los satélites geológicamente más activos del sistema solar.

### Triton Watch
El programa Triton Watch emplea a astrónomos para monitorear los cambios atmosféricos de Tritón. Fue creado con fondos de la NASA.